# 서대전역 우방 아이유쉘 스카이팰리스
서대전역 우방 아이유쉘 스카이팰리스는 대한민국 대전광역시 중구 오류동에 위치해 있는 지상 40층의 아파트이다. 2개동으로 구성되며, 총 298세대가 있다. 완공 당시 대전광역시에서 15번째와 16번째로 가장 높은 건물이 된다.
2015년 11월 13일에 분양되었고 견본주택이 오픈하였다. 2016년에 착공하여 2018년 7월에 입주하였다.

## 특징
40층 초고층 파노라마 뷰이며 또한 대전 0.1%를 위한 새로운 랜드마크 아파트는 헬기 착륙이 가능하고 내부의 시스템은 디지털 시스템, 보안 시스템, 이코노미 시스템, 친환경 웰빙 시스템이 있다.

## 내부 시설
이 건물 안에는 아파트와 근린상업시설이 있으며 101동과 102동의 3층 시설이 다르며 101동의 아파트에는 4층부터 있고 102동의 아파트에는 3층부터 있으며 지하에는 지하주차장이 있다.
| 층수                | 시설                               |
| ------------------- | ---------------------------------- |
| 4층 ~ 40층          | 아파트                             |
| 3층                 | 근린상업시설(101동), 아파트(102동) |
| 1층~2층             | 근린상업시설                       |
| 지하 5층 ~ 지하 1층 | 지하주차장                         |

## 교통
- 호남선 서대전역

## 같이 보기
- 대전광역시의 마천루 목록